# Ampulex approximata
Ampulex approximata är en  stekelart som beskrevs av Rowland Edwards Turner 1912.
Ampulex approximata ingår i släktet Ampulex och familjen Ampulicidae. Inga underarter finns listade i Catalogue of Life.